# 529 (numero)
Cinquecentoventinove (529) è il numero naturale dopo il 528 e prima del 530.

## Proprietà matematiche
- È un numero dispari.
- È un numero composto con 3 divisori: 1, 23, 529. Poiché la somma dei suoi divisori (escluso il numero stesso) è 24 < 529, è un numero difettivo.
- È un numero potente.
- È un numero ottagonale centrato.
- È un quadrato perfetto, infatti 23x23 = 232 = 529.
- È un numero fortunato.
- È un numero poligonale centrale.
- È parte delle terne pitagoriche (529, 6072, 6095), (529, 139920, 139921).

## Astronomia
- 529 Preziosa è un asteroide della fascia principale.
- NGC 529 è una galassia ellittica della costellazione di Andromeda.

## Astronautica
- Cosmos 529 è un satellite artificiale russo.